# Martin Crusius

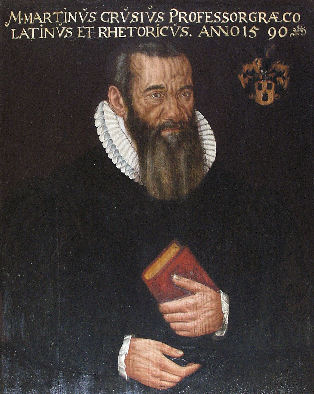
Bildnis des Martin Crusius auf einer Kopie nach einem Gemälde von Anton Ramsler aus dem Jahr 1590, Bestand der Tübinger Professorengalerie

Martin Crusius, teillatinisiert aus Martin Kraus bzw. Martin Krauß, (* 19. September 1526 in Walkersbrunn (heute Stadtteil von Gräfenberg in Oberfranken); † 25. Februarjul. / 7. März 1607greg. in Tübingen) war ein deutscher Altphilologe und Historiker, der in und besonders für Schwaben tätig war. Von 1559 bis zum 14. Februar 1607 war er Professor der griechischen und lateinischen Sprache an der Universität Tübingen.

## Leben

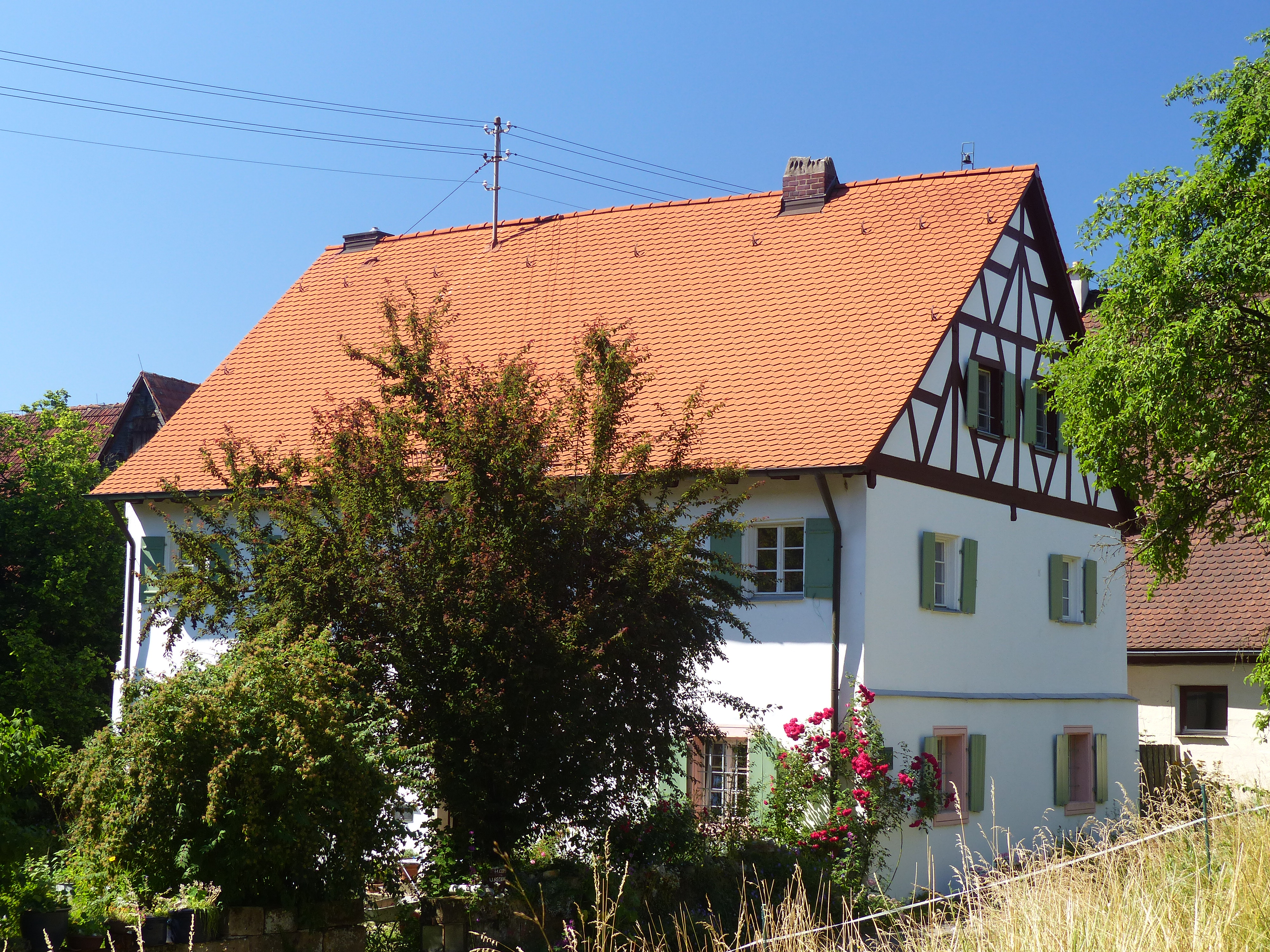
Das Geburtshaus von Martin Crusius in Walkersbrunn

Kraus wurde als Sohn des aus Pottenstein stammenden, in Walkersbrunn 1520 bis 1527 als Geistlicher (seit 1525 erster evangelischer Pfarrer) wirkenden Martin Krauß senior (* um 1494; † 1553) und der Maria Magdalena Trummer († 1566) aus Kleingesee bei Pottenstein geboren. Sein etwa 15 km von Erlangen entferntes Heimatdorf Walkersbrunn in der Fränkischen Schweiz, das evangelisch-kirchlich heute Teil der evangelisch-lutherischen Pfarrei Ermreuth ist, gehörte 1526 kirchlich wie Rangen, Kasberg und andere Orte zur Pfarrei der oberhalb des Dorfes stehenden Walkersbrunner Kirche zu den (Drei Heiligen) Gräbern, kurz zur Pfarrei Gräbern, die als ganzes Kirchspiel somit eine größere Einheit darstellte als die kommunale Einheit Walkersbrunn und in kirchlicher Beziehung bis zur Reformation (1525) zum bambergischen Archidiakonat Nürnberg-Eggolsheim gerechnet hatte. In der Forschung wurde als Geburtsort aber vielfach ein z. T. nicht identifizierter Wohnplatz Gräbern bei Bamberg angegeben. Walkersbrunn befand sich im 15. und 16. Jahrhundert im Besitz von Mitgliedern der nürnbergischen Patrizierfamilie Haller, die seit 1440 auch das Kirchenpatronat innehatten; 1540 kam der Herrensitz Walkersbrunn durch Kauf an die Reichsstadt Nürnberg. Über die Erlebnisse seiner Eltern im Schmalkaldischen Krieg 1546/47 verfasste Crusius fünf Jahre später einen Bericht.
Kraus studierte seit 1539 am Gymnasium zu Ulm bei Gregor Leonhard genannt Kurz (1497–1560) und ab 1545 im Predigerkloster zu Straßburg. 1551 ging er als Hofmeister der Studenten Philipp (1525–1588) und Anton von Werthern (1528–1579) nach Tübingen und bewarb sich um eine Anstellung, aber ohne Erfolg. Hierauf begab er sich wieder nach Straßburg und unterrichtete von 1551 bis 1554 am dortigen Gymnasium unter Rektor Johannes Sturm. 1554 wurde Crusius zum Rektorat der lateinischen Schule nach Memmingen berufen. Hier heiratete er am 22. (nach anderen am 23.) Mai 1558 Sibylla Susanna Roner (1535–1561) aus Schwaz in Tirol, Tochter des Wolfgang Rhoner (Ronner; Renner) (* um 1501; † 1558), vermutlich aus Kaufbeuren, – einem Faktor (Handelsbeauftragten) der Firma Fugger – und der Euphrosine Capitlin aus Feldkirch. Nachdem ihm der Rat am 15. März 1559 zu Pfingsten gekündigt hatte, ging Crusius als Begleiter des Studiosus Christoph Dietmayer 1559 wieder nach Tübingen und wurde dort als Professor der griechischen und lateinischen Sprache angestellt. 1564 bekam er dort auch den Lehrauftrag für Rhetorik. Er las über Sophokles, Thukydides, Homer, Aristoteles und Galen und erwarb sich bald als Gräzist einen solchen Ruf, dass man ihm einen neuen Hörsaal bauen musste und viele Ausländer, namentlich geborene Griechen, nach Tübingen kamen, um ihn zu hören. Er nahm auch selbst Studenten in Kost und Wohnung auf.

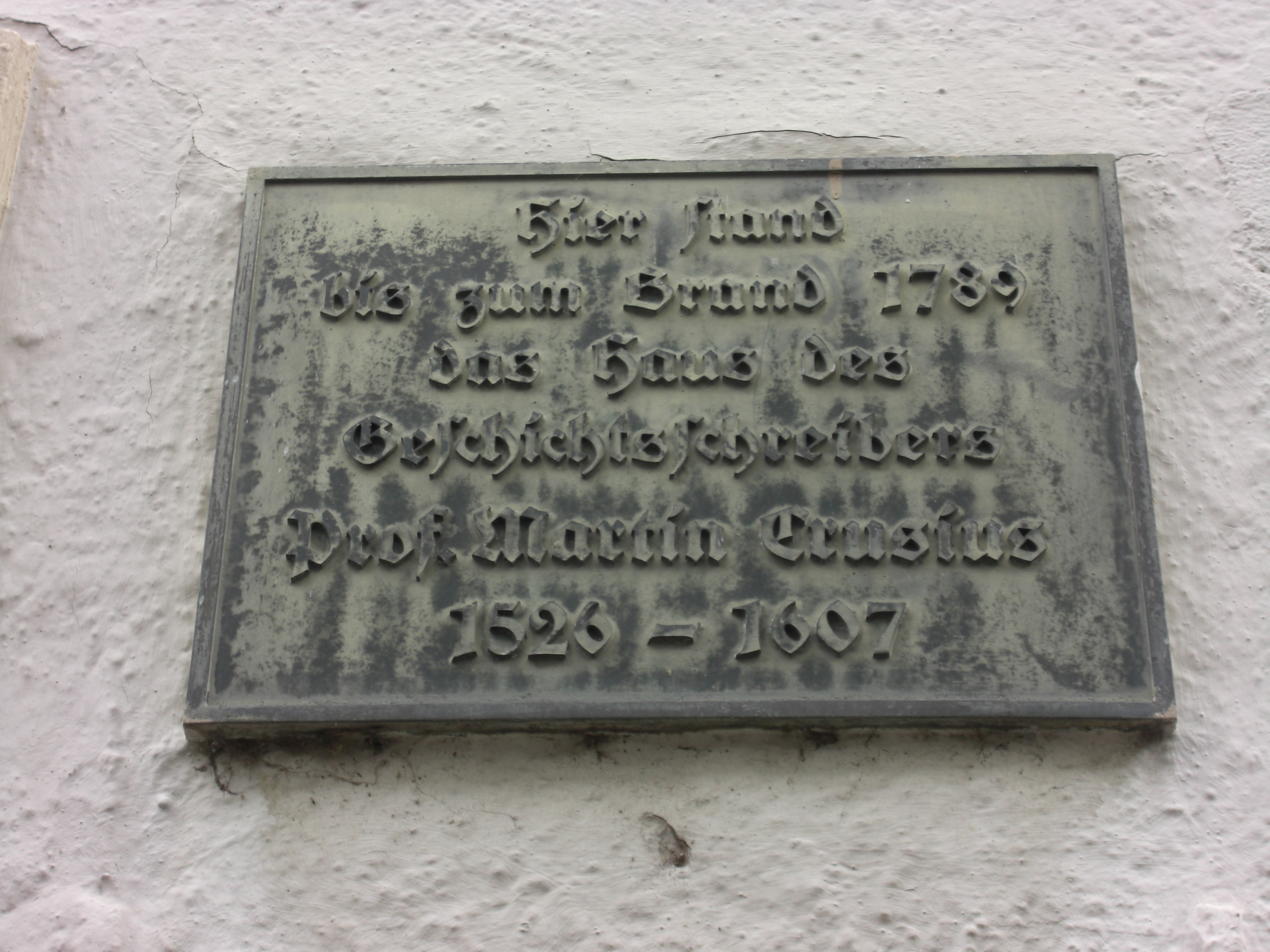
Gedenktafel für Martin Crusius, Tübingen, Pfleghof 4

Er unterhielt ausgedehnte Verbindungen mit auswärtigen (darunter griechischen) Gelehrten, so etwa eine langjährige Korrespondenz und 25-jährige Freundschaft mit Theodosios Zygomalas, von denen viele nach Tübingen kamen, um ihn zu besuchen.
Befreundet war Crusius auch mit dem Juristen, Dichter und Heilbronner Rat Sebastian Hornmolt.
Von seiner Arbeitskraft und Belesenheit zeugt eine große Anzahl von Manuskripten und besonders sein neun Quartbände starkes, die Zeit von 1573 bis 15. Mai 1605 umfassendes Diarium (Tagebuch), in welchem er nicht nur seine Erlebnisse, sondern auch seine Lektüre verzeichnete und Auszüge aus Druckschriften und Handschriften zusammentrug. Neben seinen Studien scheint er auch eine sehr gesellige Natur gewesen zu sein. In seinem Diarium berichtet er wiederholt von Gastmählern, die er entweder selbst veranstaltete oder zu denen er geladen war, und beschreibt nicht nur die Tischgäste und die geführte Unterhaltung, sondern berichtet auch, was man gegessen und getrunken habe und wie lange getafelt worden sei.
Martin Crusius' zweite Ehefrau, die er 1562 heiratete, war Katharina Vogler (1536–1566), Tochter von Würzkrämer und Spezereihändler Jakob Vogler (1503–1575) aus Tübingen und der Catharina Kirsmann (1511–1576) aus Calw. 1567 heiratete er in Esslingen seine dritte Ehefrau Katherina Vetscher († 1587), Tochter des konstanzischen Pflegers und Esslinger Ratsherrn Urban Vetscher (* um 1487; † 1577) und der Magdalene Gigler und Schwägerin des Tübinger Medizinprofessors Georg Hamberger.

## Werk
Kraus’, Crusius’, literarische Leistungen bestehen aus verschiedenen kleineren und größeren Arbeiten über griechische und lateinische Grammatik und Rhetorik, akademischen Gelegenheitsschriften, Ausgaben und Scholien verschiedener griechischer Schriften (so seine Scholien zu Homers Epigrammen) und einer Sammlung von Nachrichten über den Zustand der Griechen unter der türkischen Herrschaft mit dem Titel Turco-Graecia (vgl. die Turcograecia von Theodosios Zygomalas) und Germano-Graecia, die in Basel 1584 bei Leonhard Osten gedruckt und bei dem Drucker-Verleger (typographus) Sebastian Henricpetri verlegt worden sind.
Das Hauptwerk des in Tübingen zum Wahlschwaben gewordenen Gelehrten sind die Annales Suevici, die in drei Foliobänden und einem Nachtragsband 1595/1596 in Frankfurt am Main erschienen sind (Der in Tübingen ansässige Verleger Georg Gruppenbach, ein Verwandter Crusius’, hatte das umfangreiche Werk nicht drucken und verlegen wollen, ebenso Sebastian Henricpetri in Basel, der die Annalen ebenfalls nicht ungekürzt veröffentlichen wollte). Sie bieten einen riesigen Materialfundus zur Geschichte Schwabens und Württembergs und wurden 1733 von Johann Jacob Moser ins Deutsche übersetzt, fortgesetzt und mit einer Lebensbeschreibung des Verfassers ergänzt (gedruckt in Frankfurt am Main). Danach erschien, ebenfalls 1596 in Frankfurt, als Anhang dazu (Liber) Paraleipomenos rerum Suevicarum.
Ein eigentümliches Zeugnis von dem Fleiß, mit dem Crusius seine Zeit auszunützen pflegte, sind die über 6500 während des Gottesdienstes auf Griechisch mitgeschriebenen Predigten. Die griechischen resümierenden Mitschriften sind in 20 handschriftlichen Bänden in der Universitätsbibliothek Tübingen erhalten.  615 dieser Mitschriften veröffentlichte er 1602 unter dem Titel Corona anni. Verlegt wurde die das Werk 1602 von Samuel Selfisch.
Crusius wird als erster Vertreter des Philhellenismus angesehen. Ab 1573 führte er zusammen mit Jakob Andreae einen mehrjährigen Briefwechsel mit dem orthodoxen Patriarchen von Konstantinopel Jeremias Tranos, der als einer der ersten ökumenischen Kontakte zwischen Lutheranern und Orthodoxen gilt.
Druck und Verlag der Annales Suevici und der Corona anni waren bereits äußerst mühsam gewesen. Für einen 1595 begonnenen und am 4. März 1598 als Manuskript fertiggestellten Homer-Kommentar, der etwa 1660 Druckseiten ergeben hätte, hatte Crusius zu Lebzeiten hingegen keinen Drucker bzw. Verleger gewinnen können. Sein Kommentar befasst sich mit Homers Ilias und Odyssee sowie früher Homer zugeschriebenen „homerischen“ Hymnen und hexametrischen Kurzgedichten (eine Sammlung von Epigrammen) sowie Batrachomyomachia (der ebenfalls ehemals als von Homer verfasst angesehene „Froschmäusekrieg“).

## Schriften (Auswahl)
- Commentariolum in primam Demosthenis Olynthiacam Sturmianum eiusdem scholia in eandem, & Epitome ex Diodoro Siculo de statu illorum temporum in Graecia; his addita est conversio Ioan. Sturmii Commentariolum in primam Demosthenis Olynthiacam Sturmianum. Fabricius, Straßburg 1554. (Digitalisat)
- D[octoris] Solomoni Schweigkero Sultzensi, qui Constantinopoli in Aula Legati Imp. Rom. aliquot annos Ecclesiasta fuit: & in Aegypto, Palaestina, Syria, peregrinatus est: Gratulatio, scripta a Martino Crusio. Cum Descriptione illius peregrinationis & Graecorum Patriarcharum, aliorúḿq; ... Christianorum commendationibus, scriptisq . . . . Wyriot, Straßburg 1582. (Digitalisat)
- Ad Jacobum Schopperum Biberacunsun doctoris honoribus ... 1582 ornatum Gratulatio. Gruppenbach, Tübingen 1582.
- Turcograeciae Libri Octo. Quibus Graecorum Status Sub Imperio Turcico, in Politia & Ecclesia, Oeconomia & Scholis, iam inde ab amissa Constantinopoli, ad haec usq[ue] tempora, luculenter describitur Tvrcograeciae Libri octo. Henricpetrus, Basel 1584. (Digitalisat)
- Civitas Coelestis, seu catecheticae Conciones Item, trium summorum anniversariorum Festorum Conciones aliquot denique Orationes & Epistolae a Martino Crusio editae. Gruppenbach, Tübingen 1588. (Digitalisat)
- Oratio de Regina Rom. Augusta Irena, vel Maria Graeca. Gruppenbach, Tübingen 1597. (Digitalisat)
- Annales Suevici sive Chronica Rerum Gestarum Antiquissimae Et Inclytae Suevicae Gentis. 2. Ab Anno Christi DCCCI. usq[ue] ad MCCXII. annum deducta. 1595. (Digitalisat)
- Oratio de illustriss. principe Eberhardo Barbato, primo Wirtembergensi duce. Gruppenbach, Tübingen 1597. (Digitalisat)
- Grammaticae Graecae, cum Latina congruentis Pars .... 1. Basel 1608. (Digitalisat)
- Homeri Batrachomyomachia à Demetrio Zeno Zacynthio in vulgarem linguam Graecam rhythmicè conversa: Cum B. Martini Crusii ... Latina versione & Annotationibus. Kohles, Altdorf 1707.